# Neferhetepes (reina)
Neferhetepes (Nfr ḥtp-s, "La seva pau / gràcia és bella") va ser una reina egípcia durant la V dinastia. Era una esposa del rei Userkaf, que va ser el primer faraó de la V dinastia. Era la mare del rei Sahure, successor d'Userkaf, i molt probablement també era la mare de Meretnebti, l'esposa de Sahure. Els títols més importants de Neferhetepes eren el de "Mare del Rei de l'Alt i Baix Egipte" i "Filla del Déu".
| nfr | Htp · t · p | s |

| nfr | Htp · t · p | s |

Es coneix Neferhetepes des de fa temps gràcies a una referència que hi ha a la tomba de l'oficial Persen. La seva tomba no està lluny de la piràmide d'Userkaf i, per tant, hi va haver algunes especulacions sobre la seva identitat i la seva relació amb aquest rei. No obstant això, es van trobar diversos relleus a la calçada de la piràmide del rei Sahure. Aquí, Neferhetepes s'hi mostra com la mare del rei Sahure i, per tant, segurament fos també l'esposa d'Userkaf, el predecessor de Sahure.
Molt probablement Neferhetepes va ser enterrada en una petita piràmide al costat de la d'Userkaf. Probablement va viure fins al final del regnat de Sahure i, per tant, no seria la mateixa que la "Filla del Rei" Neferhetepes de la IV dinastia.